# Ctiněves
Obec Ctiněves se nachází v okrese Litoměřice v Ústeckém kraji, přibližně šest kilometrů jihovýchodně od Roudnice nad Labem, pod úpatím hory Říp. Žije v ní 386 obyvatel.

## Historie
První písemná zmínka o Ctiněvsi se datuje k roku 1318. Ve vsi je podle Václava Hájka z Libočan pohřben Praotec Čech. V devatenáctém století hrob marně hledali romantičtí archeologové.

## Obyvatelstvo
|           | 1869 | 1880 | 1890 | 1900 | 1910 | 1921 | 1930 | 1950 | 1961 | 1970 | 1980 | 1991 | 2001 | 2011 |
| --------- | ---- | ---- | ---- | ---- | ---- | ---- | ---- | ---- | ---- | ---- | ---- | ---- | ---- | ---- |
| Obyvatelé | 441  | 431  | 458  | 461  | 553  | 560  | 557  | 503  | 464  | 395  | 318  | 248  | 258  | 315  |
| Domy      | 71   | 72   | 84   | 91   | 98   | 101  | 123  | 148  | 139  | 136  | 119  | 135  | 155  | 166  |

## Pamětihodnosti
- Kostel svatého Matouše – původem románský ze 13. století, dnešní stavba v barokní podobě z osmnáctého století.
- Venkovská usedlost čp. 13

## Galerie

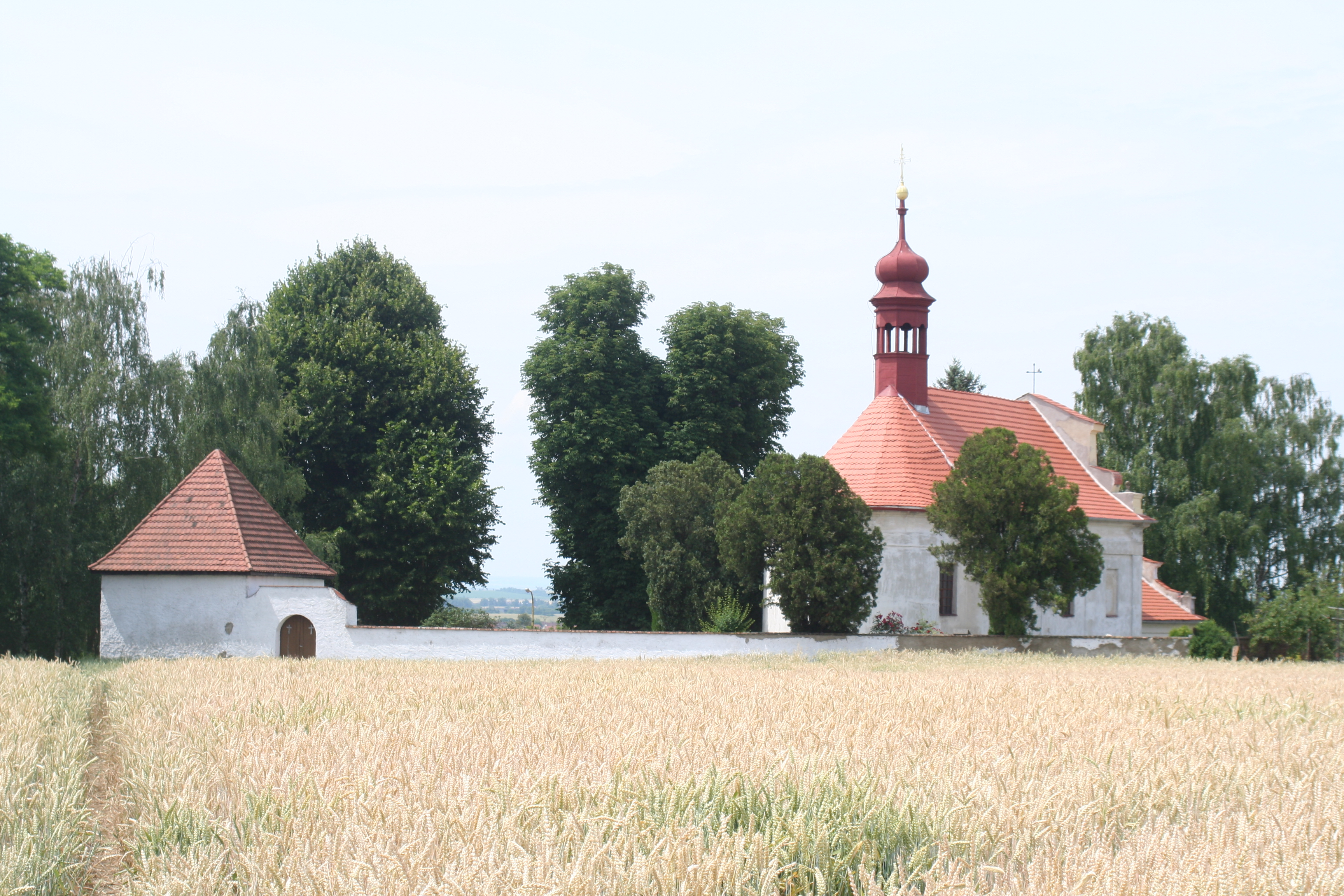
Kostel svatého Matouše
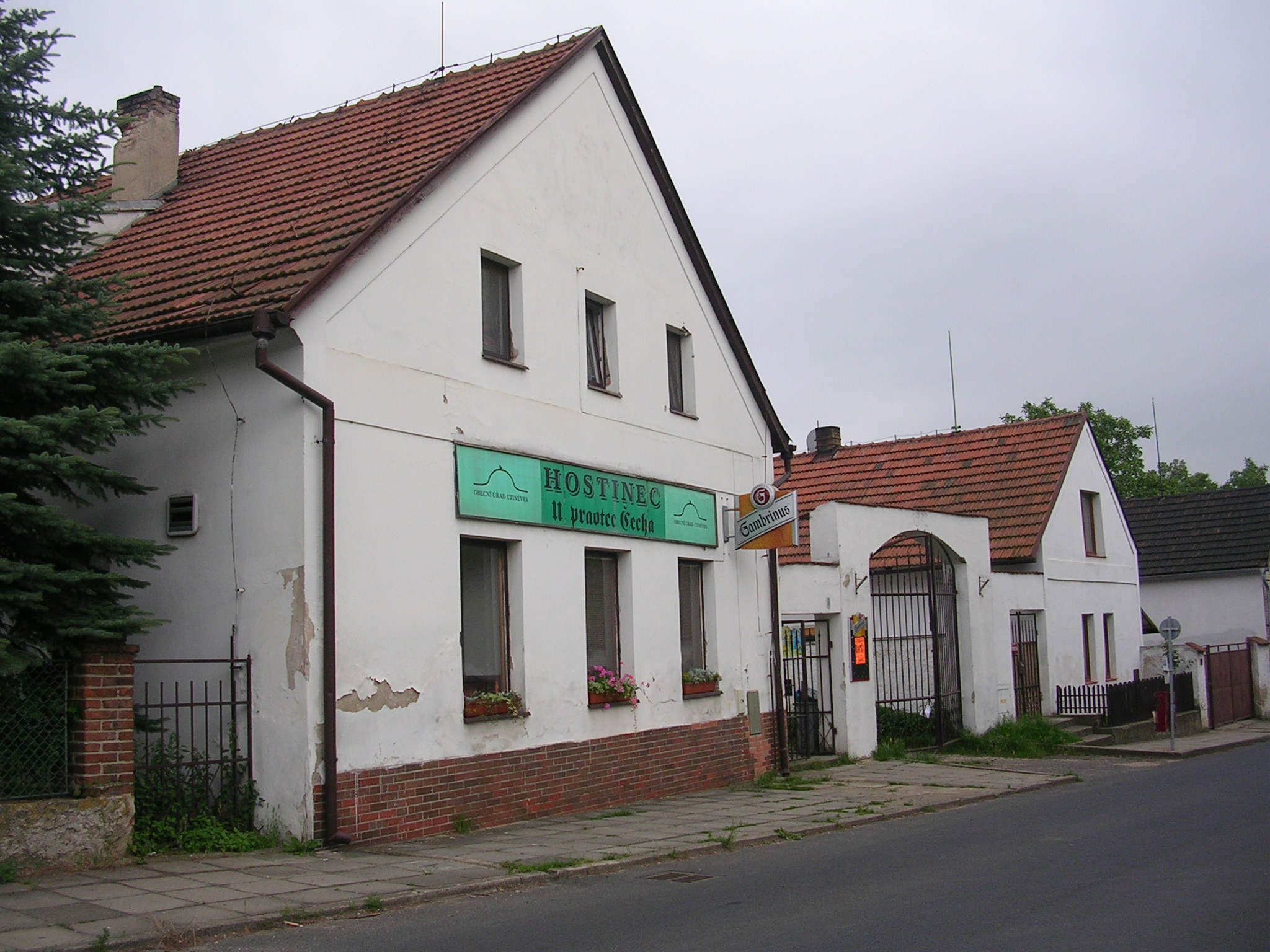
Hostinec ve Ctiněvsi
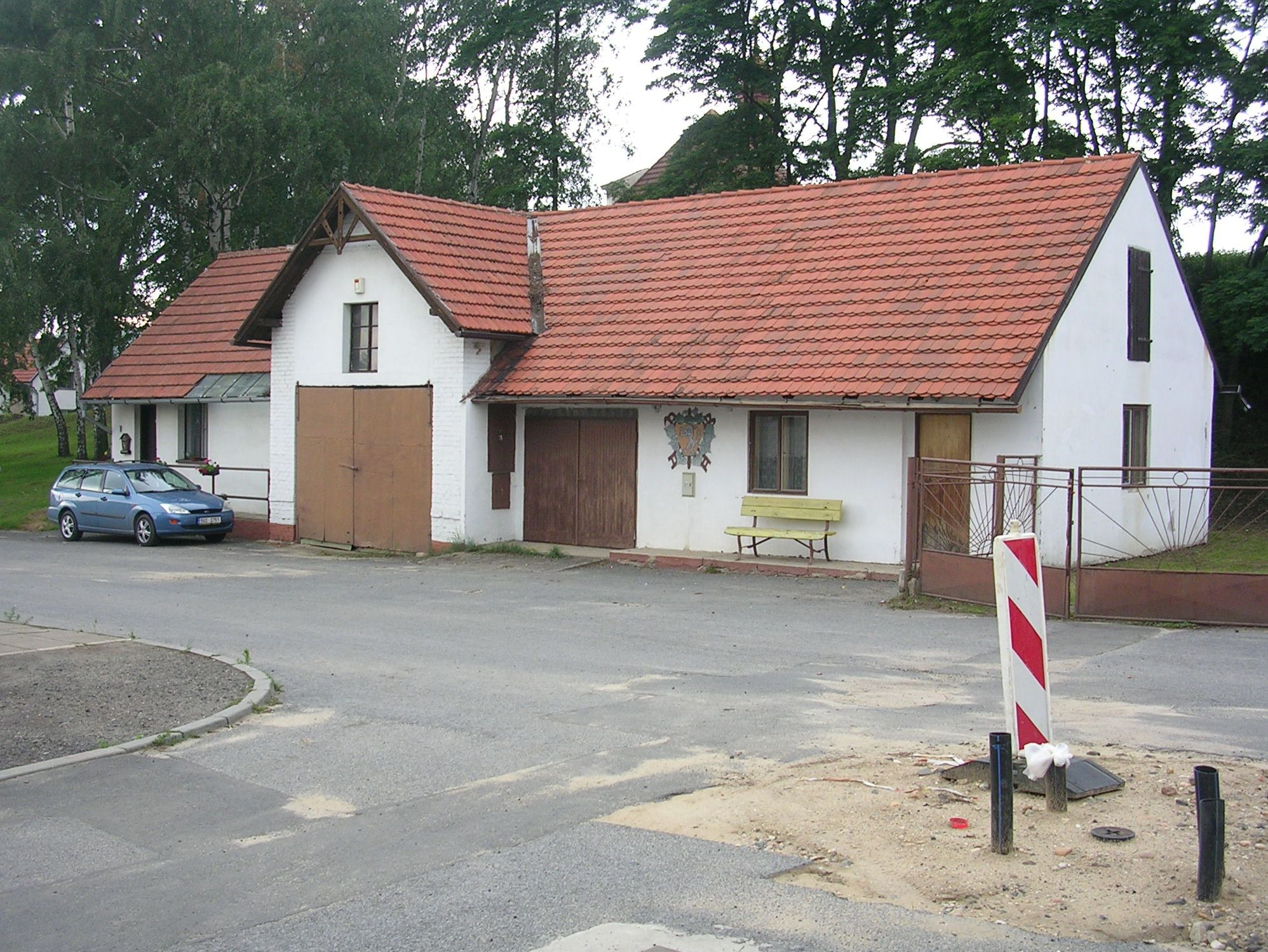
Požární zbrojnice